# När juldagsmorgon glimmar
Nu (När) juldagsmorgon glimmar är en julsång och julpsalm, med svensk text troligen av Betty Ehrenborg-Posse från 1851. 

## Historik
Sången är en bearbetning av en tysk julsång med text av Abel Burckhardt, skriven 1845. Melodin (2/2-takt, D-dur) är en "tysk folkmelodi" (det vill säga kompositör okänd) från 1800-talets början. Den första kända texten till melodin är tysk och inleds med orden Wir hatten gebauet ein stattliches Haus (Vi hade byggt ett ståtligt hus) och är en studentvisa skriven 1819. Den versionen sjöngs då det tidigare Västtysklands parlament 1949 införde den västtyska författningen. Melodin används också i Johannes Brahms Akademisk festouvertyr.
Som svenskspråkig julsång publicerades den först i frikyrkorörelsens sångböcker och användes i söndagsskolans arbete och innehöll då flera referenser till barndomen ("min barndoms dagar", "du käre barnavän"), som 1986 togs bort när psalmen infördes i Den svenska psalmboken. Då publicerades en bearbetning som är gjord av en okänd upphovsman. Denna bearbetning publicerades redan 1906 i Sjung, svenska folk!. Sången innehåller också en dramatisk nerv som drar med sångarna i skeendet ("jag vill till stallet gå" samt, i den nyare varianten, "och våra knän vi böjer").
Inledningsradens tidsangivelse har gjort att "När juldagsmorgon glimmar" från utgivningen av 1986 års svenska psalmbok blivit en vanlig julottepsalm. Det har till och med förekommit att den ersatt Var hälsad, sköna morgonstund som inledningssång.
Psalmen förekommer som filmmusik i Himlaspelet från 1942, På dessa skuldror från 1948, Janne Vängman på nya äventyr från 1949, Bara en mor från 1949 och Het är min längtan från 1955. Därtill finns den insjungen på skiva som till exempel Nu tändas tusen juleljus från 1981 av Agnetha Fältskog , Jul i Kvinnaböske från 1986 av Hasse Andersson , Min barndoms jular från 1987 av Kikki Danielsson .
Sången finns även i engelskspråkig version, med jultema: When Christmas Morn is Dawning. Det finns även en alternativ text på svenska med samma melodi och med jultema, När juletid är inne. Melodin används sedan 1991 även till Mikronesiens federerade staters nationalsång.

## Publikation
- Andelig Örtagård för Barn, 1851, utgiven i Jönköping.
- Andeliga Sånger för barn, häfte II, 1856 (samlade av Betty Ehrenborg-Posse).
- Stockholms söndagsskolförenings sångbok 1882 som nr 14 med tre verser, under rubriken "Julsånger".
- Herde-Rösten 1892 som nr 434 under rubriken "Jul-sånger".
- Barnens sångbok 1893 som nr 25 med titeln "Julsång".
- Sjung, svenska folk!, 1906, samma strof 2-3 som i 1986 års svenska psalmbok, båda strofernas författare okänd (1999)
- Svensk söndagsskolsångbok 1908 som nr 21 under rubriken "Julsånger".
- Lilla Psalmisten 1909 som nr 20 under rubriken "Kristus: Hans födelse, död och uppståndelse".
- Svenska Frälsningsarméns sångbok 1922 som nr 27 under rubriken "Högtider, Jul".
- Kyrklig sång 1916—1927 som nr 75.
- Svensk söndagsskolsångbok 1929 som nr 41 under rubriken "Advents- och julsånger".
- Frälsningsarméns sångbok 1929 som nr 540 under rubriken "Högtider och särskilda tillfällen - Jul".
- Musik till Frälsningsarméns sångbok 1930 som nr 540.
- Segertoner 1930 som nr 435 under rubriken "Jesu människoblivande. Julsånger".
- Sionstoner 1935 som nr 161 under rubriken "Jul".
- Guds lov 1935 som nr 39 under rubriken "Advents- och julsånger".
- Nu ska vi sjunga, 1943, under rubriken "Julsånger", angiven som "tysk folkmelodi"
- Sions Sånger 1951 som nr 144.
- Förbundstoner 1957 som nr 42 under rubriken "Guds uppenbarelse i Kristus: Jesu födelse".
- Kyrkovisor för barn som nr 718 under rubriken "Jul".
- Frälsningsarméns sångbok 1968 som nr 597 under rubriken "Högtider - Jul".
- Sions Sånger 1981 som nr 7 under rubriken "Jul".
- 1986 års psalmbok som nr 121 under rubriken "Jul".
- Lova Herren 1987 som nr 102 under rubriken "Jul".
- Sionsharpan 1993 som nr 9 under rubriken "Jul".
- Julens önskesångbok, 1997, under rubriken "Traditionella julsånger", angiven som "tysk folkmelodi".
- Barnens svenska sångbok, 1999, under rubriken "Året runt".
- Sions sånger 2008 som nummer 12 under rubriken "Jul".